# Dura Automotive Systems
Dura Automotive Systems este o companie producătoare de componente auto din Statele Unite ale Americii.
Este cel mai mare designer și producător de sisteme de control pentru mașini din lume, fiind totodată un important furnizor de sisteme de control al scaunelor, ansambluri de inginerie, module structurale pentru uși și sisteme de ferestre integrate pentru industria automotive.
În anul 2005, compania deținea 67 de uniăți de producție în 14 țări.
În Europa de Est, Dura mai are fabrici în Rusia, Polonia, Ucraina, Slovacia, Cehia, Slovenia, Ungaria, România și Turcia.
Cifra de afaceri în 2004: 2,5 miliarde dolari.

## Dura în România
Compania este prezentă în România din 2003,
având o fabrică la Timișoara, realizată în 2005 printr-o investiție de 5 milioane de euro.
Deține o fabrică la Giarmata Vii.
Număr de angajați în 2011: 400